# Хоккейные драки

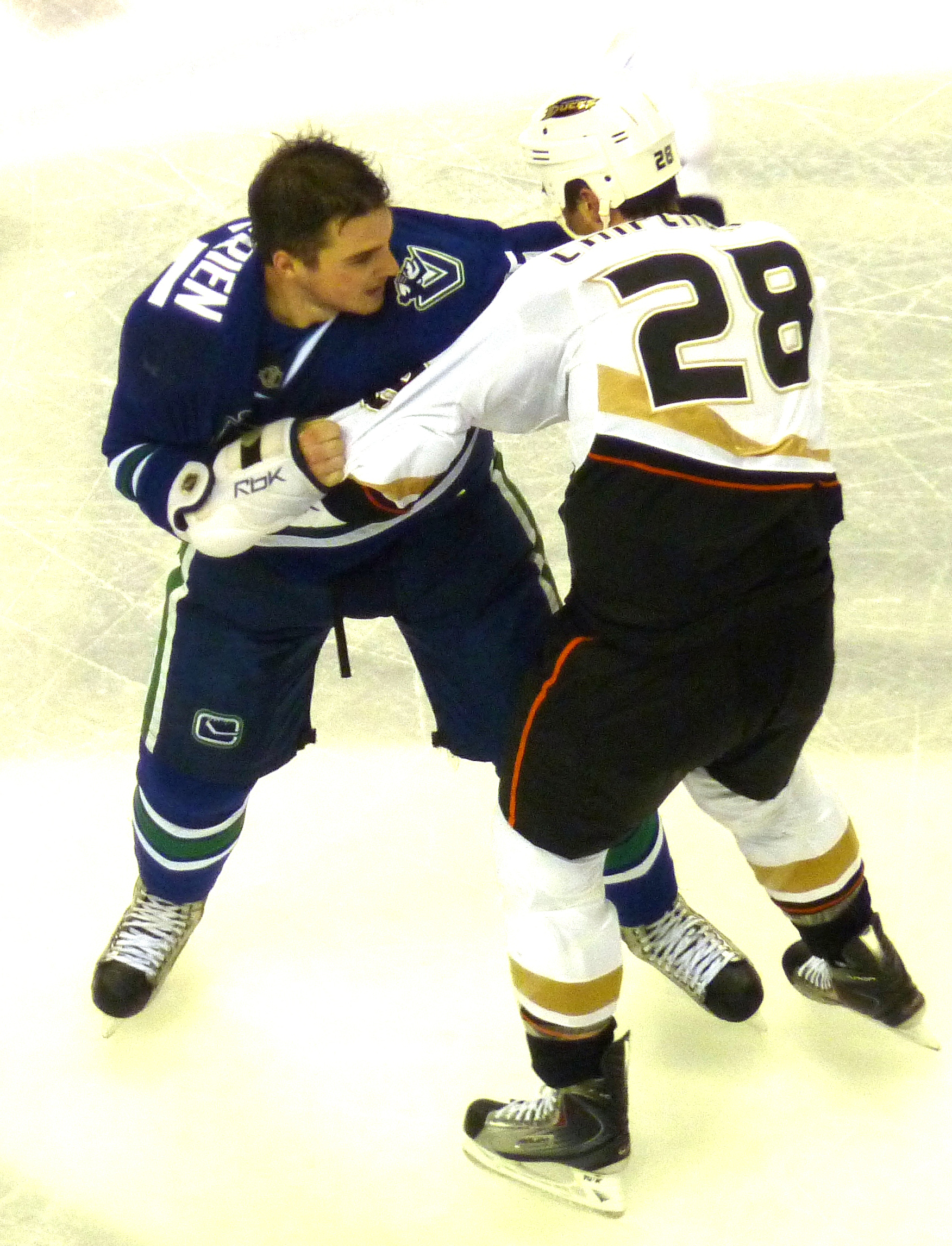
Типичная боевая стойка в хоккейной драке: хоккеисты команд-противников держат друг друга за рукав чтобы «связать» соперника и одновременно прикрываются плечом от удара его свободной руки.

Хоккейные драки — одна из хоккейных традиций, по словам председателя НХЛ Гэри Бэттмана, неотъемлемая часть игры. Драки в хоккее, как систематическое явление, характерны, в большей степени, для североамериканского, и, в меньшей степени, для европейского хоккея с шайбой.

## Хоккейная специфика
В отличие, скажем, от футбола, где драки — занятие больше для болельщиков, нежели игроков (см. Футбольные хулиганы), в хоккее встречаются именно драки игроков на площадке. Ранее, в 1980-90-х годах, нередкими были массовые драки, порой переходящие в настоящие побоища команды против команды. При этом, хоккейные спортивные организации являются более толерантными к дракам, нежели спортивные лиги и федерации других видов спорта. Так, Национальная хоккейная лига является единственной спортивной организацией в Северной Америке, которая не дисквалифицирует игроков за драки. Но за последние 10 лет число и жестокость драк на льду существенно упало: если в сезоне 1987/88 на 1 игру приходилось 1,31 драки, то в сезоне 2018/19 — всего 0,19.

## Хоккейные драки и насилие в хоккее
В Северной Америке принято разделять понятия Хоккейные драки (англ. Fighting in ice hockey) и применение насилия в хоккее (англ. Violence in ice hockey), так как последнее является более ёмким понятием и включает в себя не только внезапные проявления агрессии, но и спланированные игровые комбинации для вывода из строя наиболее техничных игроков команды-противника. Силовые приёмы в хоккее имеют весьма почтенную историю, по мнению ряда авторов, восходящую по меньшей мере к началу XX века. Хоккейные драки, по их мнению, были специально привиты североамериканскому хоккею, в то время как хоккей европейский традиционно не поощряет драки на льду, применяя более суровые наказания к нарушителям вплоть до дисквалификации.

## Судьи и драки
В процессе обучения будущие хоккейные судьи проходят специальный курс по контролю и локализации возникающих драк. Однако, в ходе матчей можно нередко заметить, что в случае начала драки судьи, даже находясь вблизи дерущихся, не торопятся их разнять. В соответствии с правилами Международной федерации хоккея с шайбой, рефери не будет вмешиваться в драку если только лайнсмену не потребуется помощь, или преимущество одного дерущегося над другим не станет явным и способным привести к серьёзным увечьям. При переходе драки в побоище команды на команду, трёх судей может стать мало, для того чтобы остановить драку. Согласно лайнсмену международной категории Сергею Башкирову существует установка: не мешать «силовикам», когда они дерутся между собой.
Тем временем официальное руководство Национальной хоккейной лиги и большинство клубов игнорируют распространение насилия в хоккее; более того, владельцы клубов стимулируют грубость, считая, что драки на поле привлекают зрителей. Вот что заявляет президент клуба «Торонто Мейпл Лифс» Гарольд Баллард: «Мы должны формировать команду так, чтобы она могла играть против любой банды головорезов. Я ищу парней которым достаточно бросить кусок сырого мяса чтобы они рассвирепели». Насилие на хоккейных площадках даже привлекло внимание прокуратуры. Генеральный прокурор канадской провинции Онтарио Р. Макмертри в 1975 г. приказал районным прокурорам применять закон против всех нарушений уголовного кодекса на хоккейной арене.
Спортивный комментатор, корреспондент газеты «Советский спорт» Владислав Домрачев отмечает по этому поводу, что с середины 2000-х гг., в российском судейском корпусе, — как и у их коллег из Северо-Американской Национальной хоккейной лиги, — существует установка: Не вмешиваться сразу же с целью разнять дерущихся, а предоставить возможность «выяснить отношения» до пролития первой крови, или же пока один из игроков не окажется на льду. По словам Домрачева, данная информация была получена им непосредственно от тогдашнего главы департамента судейства Континентальной хоккейной лиги Александра Полякова.

## Примечательные драки
- Вечером 13 марта 1950 года хоккеистов сборной Чехословакии, действующих чемпионов мира арестовали в ресторане «Золотой трактир», предварительно спровоцировав их драку с сотрудниками органов госбезопасности. За два дня до этого руководство приняло решение о неучастии команды в чемпионате мира в Лондоне в знак протеста против отказа в выдаче британской визы двум чехословацким радиокомментаторам. В ходе следствия хоккеистам были добавлены обвинения в шпионаже, вредительстве и государственной измене. Голкипер сборной Чехословакии Богумил Модрый, один из лучших вратарей в Европе в конце 40-х годов, получил наибольший срок — 15 лет тюрьмы (фактически он отбыл срок 5 лет), остальные хоккеисты — от 8 месяцев до 14 лет[12][13].
- Хоккейная драка в Пьештянах — массовая драка между канадскими и советскими хоккеистами на чемпионате мира среди молодёжных команд 1987 года в Пьештянах, Чехословакия 4 января 1987 года. Драка вовлекла всех игроков двух команд, включая запасных. После того, как судьи не смогли восстановить порядок на льду, свет на арене был выключен, однако это также не принесло результата, и пришлось вызвать полицию. В результате драки обе команды были дисквалифицированы с турнира.
- «Кровавый матч» — матч регулярного чемпионата НХЛ в сезоне 1996/1997 между «Детройт Ред Уингз» и «Колорадо Эвеланш», который состоялся 26 марта 1997 года на домашней арене «Детройта» и ознаменовался большим количеством драк включая массовую драку в концовке первого периода, в которой приняли участие как полевые игроки, так и вратари. После драки лёд был испачкан кровью, а некоторым игрокам понадобилась медицинская помощь.
- «Побоище в Чехове» — матч Чемпионата КХЛ — Открытого Чемпионата России по хоккею между командами «Витязь» и «Авангард» 9 января 2010 года был прерван через 3 минуты 39 секунд после начала первого периода. Это было сделано в соответствии с Правилами игры в хоккей в связи с недостаточным для продолжения игры количеством хоккеистов в составах обеих команд (менее трех полевых игроков и одного голкипера). Почти все игроки обеих команд за несколько серий драк «команда на команду» получили дисциплинарные или матч-штрафы за грубость, и не осталось неоштрафованных хоккеистов, которые имели бы право играть на площадке, а не были бы отправлены в раздевалку до конца матча или на скамейку штрафников[14].

## Детский хоккей
Хоккеистов школьного и дошкольного возраста также готовят ко «взрослым» дракам на льду. Михаил Федотов, редактор газеты «Раннее развитие», автор множества трудов по воспитанию спортсменов в серии «Школа раннего развития», пишет следующее:

У нас накоплен большой опыт тренировок с очень маленькими детьми на хоккейной площадке. Не проходит и дня, чтобы нашим хоккеистам не пришлось поучаствовать в нескольких потасовках. Но эти драки, которые не причиняют вреда, потому что дети полностью защищены хоккейными доспехами, являются залогом того, что ребёнок выживет в детском коллективе, особенно если ему придется прыгать через класс. А способность выжить в драке зависит от физической силы.

## В кино
Вокруг хоккейных драк построен основной сюжет канадского художественного фильма «Вышибала».